# Joe Frank Harris
Joe Frank Harris (Cartersville, 16 febbraio 1936) è un politico statunitense.

## Biografia
Proveniente da una famiglia proprietaria di un cementificio a Cartersville, nel 1964 entrò in politica e divenne presto una delle personalità economiche più influenti dello Stato della Georgia.
Delfino dell'influente politico locale Tom Murphy, nel 1982 si candidò a sorpresa alle elezioni per diventare nuovo governatore della Georgia. Dato inizialmente come sfavorito, Harris riuscì a battere i pronostici e a trionfare sia alle primarie democratiche che alle elezioni generali, divenendo così nuovo governatore.
Nonostante mostrasse di agire sulla falsariga progressista del predecessore George Busbee, il governo di Harris si dimostrò molto più moderato e non effettuò riforme altrettanto importanti per evitare sconvolgimenti nella legislatura. Harris intervenne soprattutto in campo educativo e sportivo, con la fondazione del più grande stadio della Georgia, il Georgia Dome di Atlanta, in previsione delle vicine olimpiadi del 1996, assegnate proprio alla capitale georgiana. Ampliò inoltre notevolmente il sistema viario e autostradale.
Rieletto nel 1986 per un secondo mandato, dopo il ritiro dalla politica nel 1991 è tornato a fare l'imprenditore, ricoprendo occasionalmente ruoli amministrativi all'interno delle commissioni economiche statali georgiane.